# Julio Dávalos Flores
Julio Víctor Dávalos Flores (* Tacna, 1947 - ) es un Contador público y político peruano. Fue alcalde de Locumba (Jorge Basadre) en cuatro periodos.

## Biografía
Nació en Tacna, Departamento de Tacna, el 10 de diciembre de 1947. Luego de sus estudios escolares, ingresa en 1961 al Instituto Nacional de Comercio N.º 24 de Tacna para seguir estudios de Contabilidad, los cuales concluye en 1965. Entre 1985 y 1989 trabaja en su profesión en Comercial Cuzco SRL.
En junio de 1989 es nombrado Director Municipal de la Municipalidad Provincial de Jorge Basadre, laborando hasta 1994, cuando ocupa el mismo cargo en la Municipalidad Distrital de Ite.
Ingresa a la política postulando encabezando la Lista Independiente n.º 13 del Frente Independiente Agrario, logrando la alcaldía provincial de Canchis para el periodo 1996-1998 y luego para el periodo 1999-2002. Luego encabeza  la lista del Movimiento Agrícola Basadrino, logrando la segunda reelección para los años 2003-2006 y una tercera reelección, en la lista del Partido Aprista Peruano (periodo 2007-2010). Luego, postula sin éxito, a una cuarta reelección al sillón municipal por el Partido Aprista Peruano en las elecciones regionales y municipales del Perú de 2010.